# Văršec
Văršec (búlgaro:Вършец) é uma cidade da Bulgária, localizada no distrito de Montana. A sua população era de 6,538 habitantes segundo o censo de 2010.

## População
| Văršec | Văršec | Văršec | Văršec | Văršec | Văršec | Văršec | Văršec | Văršec | Văršec | Văršec | Văršec | Văršec | Văršec | Văršec | Văršec | Văršec | Văršec | Văršec | Văršec |
| --- | ------ | ------ | ------ | ------ | ------ | ------ | ------ | ------ | ------ | ------ | ------ | ------ | ------ | ------ | ------ | ------ | ------ | ------ | ------ |
| Ano | 1887   | 1910   | 1934   | 1946   | 1956   | 1965   | 1975   | 1985   | 1992   | 2001   | 2002   | 2003   | 2004   | 2005   | 2006   | 2007   | 2008   | 2009   | 2010   |
| População |        |        |        | …      | …      | 5,373  | 6,865  | 7,557  | 7,635  | 7,247  | 7,199  | 7,127  | 7,029  | 6,887  | 6,763  | 6,700  | 6,623  | 6,563  | 6,538  |
| Fontes: Instituto Nacional de Estatísticas, „citypopulation.de“, „pop-stat.mashke.org“, Bulgarian Academy of Sciences |        |        |        |        |        |        |        |        |        |        |        |        |        |        |        |        |        |        |        |